# Prefectura de Ouaddaï
Ouaddaï (en árabe: وداي‎) fue una de las 14 prefecturas de Chad. Situada en el este del país, Ouaddaï cubría un área de 76 240 kilómetros cuadrados y tenía una población de 543 900 en 1993. Su capital era Abéché.
Se encontraba dividida en las subprefecturas de Abéché, Adré, Am Dam y Goz Béïda.